# Louis Ozoux
Elie François Léonce Louis Ozoux, né le 23 août 1869 à Saint-Denis et mort le 24 avril 1935 dans cette ville, est un médecin, poète et peintre français de La Réunion.

## Biographie
Après des études secondaires à Saint-Denis, il poursuit ses études de médecine à Bordeaux et parallèlement à l'École des beaux-arts avec le même succès. Docteur en médecine en 1893, il est chef de clinique à la faculté (1893-1897), puis professeur d'anatomie (1900-1902), tout en exerçant comme orthopédiste à l'Hôpital des enfants.
Il contribue au Journal des artistes de Paris. En 1912, il suit les cours de l'institut Pasteur de Paris (1902 à 1903 puis de 1909 à 1910) et est diplômé de médecine sanitaire et de médecine tropicale. Pendant son séjour en France, il est l'auteur d'une soixantaine d'articles médicaux et poursuit également une carrière de peintre en exposant à Bordeaux et à Marseille.
De retour dans sa colonie natale en 1914, il prend le poste de Directeur de l'Institut d'Hygiène de La Réunion. Au début de la Grande Guerre, il est mobilisé à La Réunion puis à Madagascar de 1914 à 1915. Il repart le 10 juin 1915 en France pendant quatre ans pour la Grande Guerre.
Il est rappelé par le gouverneur Victor Jean Brochard pour faire face à l'épidémie de grippe espagnole de 1919. Il dirige alors l'Institut de bactériologie et devient chef du Service de Santé de la Colonie.
Il continue à peindre et s'adonne à la poésie, passion qu'il partage avec son cousin Élie Welcome Ozoux. Il s'emploie également à la littérature et à la critique d'art. Il préside l'Académie de La Réunion et la Société des sciences et arts de La Réunion. Il meurt à Saint-Denis le 24 avril 1935.

## Postérité
Deux volumes de ses œuvres ont été publiés après sa mort, dont Mafate (Poèmes réunionnais, 1939).
Cirque de Purgatoire, où le humains, les bêtes,

À l'exil, à la peur, à la faim condamnés,

Languissent, expiant le bonheur d'être nés

Sur un sol, sous un ciel aux incessantes fêtes !

Cirque de Paradis, où mon âme et mes yeux

Retrouvent un Éden, où les monts glorieux

Érigent dans l'air bleu leurs cimes immortelles !
Certains de ses tableaux sont conservés au musée Léon-Dierx, à Saint-Denis.

## Distinctions
- Légion d'honneur[2] :
  - 1919 :   Chevalier de la Légion d'honneur
  - 1931 :   Officier de la Légion d'honneur
- 1917 :  Croix de guerre 1914–1918